# 베로니카 모르텐센
베로니카 모르텐센(덴마크어: Veronica Mortensen, 1973년 ~ )은 덴마크의 가수이다.

## 음반
- 2003년 《Pieces in a Puzzle》
- 2007년 《HAPPINESS is not included》